# The Swell Season
The Swell Season ist ein Musikduo bestehend aus dem irischen Gitarristen Glen Hansard und der tschechischen Sängerin Markéta Irglová.

## Name
Der Name hat seinen Ursprung in einer gleichnamigen Geschichte von Josef Škvorecký aus dem Jahre 1975.

## Geschichte
Seit sie im Film Once 2007 zusammen spielten, stieg ihr Bekanntheitsgrad. Seitdem benutzen sie den Namen The Swell Season, auch wenn sie 2007 einen Beitrag auf dem I’m Not There-Soundtrack noch mit ihren realen Namen betitelten. Das erste Album, The Swell Season, erschien kurz nachdem der tschechische Regisseur Jan Hřebejk die beiden gefragt hatte, ob sie nicht ein paar Songs für seinen Film Beauty in Trouble aufnehmen könnten. Es war das erste Album, das Glen Hansard unabhängig von seiner Band The Frames aufnahm.
Einige der Titel erschienen auch auf anderen Veröffentlichungen, Falling Slowly und When Your Mind's Made Up auf dem Album The Cost von The Frames, Falling Slowly, When Your Mind's Made Up, Lies und Leave auf dem Once-Soundtrack.
Glen Hansard und Marketa Irglová parodierten sich in der Simpsons-Episode Im Namen des Großvaters (Folge 14, Staffel 20) selbst.
Das nachfolgende Album Strict Joy erschien am 27. Oktober 2009. Neben einer normalen CD- und Vinyl-Version wurde eine Version mit Live-CD und DVD veröffentlicht.
Im Jahr 2011 wurde der Dokumentarfilm The Swell Season - Die Liebesgeschichte nach Once veröffentlicht. Dieser beschäftigt sich mit der Tour der Band und dem Leben von Hansard und Irglová nach dem Erfolg des Films Once.

## Diskografie

### Alben
| Jahr | Titel            | Höchstplatzierung, Gesamtwochen, AuszeichnungChartplatzierungen (Jahr, Titel, Platzierungen, Wochen, Auszeichnungen, Anmerkungen) | Höchstplatzierung, Gesamtwochen, AuszeichnungChartplatzierungen (Jahr, Titel, Platzierungen, Wochen, Auszeichnungen, Anmerkungen) | Höchstplatzierung, Gesamtwochen, AuszeichnungChartplatzierungen (Jahr, Titel, Platzierungen, Wochen, Auszeichnungen, Anmerkungen) | Höchstplatzierung, Gesamtwochen, AuszeichnungChartplatzierungen (Jahr, Titel, Platzierungen, Wochen, Auszeichnungen, Anmerkungen) | Höchstplatzierung, Gesamtwochen, AuszeichnungChartplatzierungen (Jahr, Titel, Platzierungen, Wochen, Auszeichnungen, Anmerkungen) | Anmerkungen                        |
| Jahr | Titel            | DE | AT | CH | US | IE | Anmerkungen                        |
| ---- | ---------------- | --- | --- | --- | --- | --- | ---------------------------------- |
| 2006 | The Swell Season | — | — | — | US194 (1 Wo.)US | IE5 (13 Wo.)IE | als Glen Hansard & Markéta Irglová |
| 2007 | Once             | — | AT48 (7 Wo.)AT | CH42 (16 Wo.)CH | — | IE1 (57 Wo.)IE |                                    |
| 2025 | Forward          | — | — | — | — | — |                                    |

Weitere Alben
- 2009: Strict Joy

### Singles
| Jahr | Titel Album                     | Höchstplatzierung, Gesamtwochen, AuszeichnungChartplatzierungen (Jahr, Titel, Album, Platzierungen, Wochen, Auszeichnungen, Anmerkungen) | Höchstplatzierung, Gesamtwochen, AuszeichnungChartplatzierungen (Jahr, Titel, Album, Platzierungen, Wochen, Auszeichnungen, Anmerkungen) | Höchstplatzierung, Gesamtwochen, AuszeichnungChartplatzierungen (Jahr, Titel, Album, Platzierungen, Wochen, Auszeichnungen, Anmerkungen) | Höchstplatzierung, Gesamtwochen, AuszeichnungChartplatzierungen (Jahr, Titel, Album, Platzierungen, Wochen, Auszeichnungen, Anmerkungen) | Höchstplatzierung, Gesamtwochen, AuszeichnungChartplatzierungen (Jahr, Titel, Album, Platzierungen, Wochen, Auszeichnungen, Anmerkungen) | Anmerkungen                        |
| Jahr | Titel Album                     | DE | AT | CH | US | IE | Anmerkungen                        |
| ---- | ------------------------------- | --- | --- | --- | --- | --- | ---------------------------------- |
| 2008 | Falling Slowly The Swell Season | DE74 (1 Wo.)DE | — | — | US61 (3 Wo.)US | IE2 (24 Wo.)IE | als Glen Hansard & Markéta Irglová |

## Auszeichnungen
- Glen Hansard und Marketa Irglová bekamen 2008 den Oscar in der Kategorie Bester Song für Falling Slowly.